# Eublemma rufogalactea
Eublemma rufogalactea är en fjärilsart som beskrevs av Holloway 1979. Eublemma rufogalactea ingår i släktet Eublemma och familjen nattflyn. Inga underarter finns listade i Catalogue of Life.